# Furacão Helene (2024)
Furacão Helene foi um ciclone tropical grande e destrutivo que causou destruição generalizada e mortes em todo o Sudoeste dos Estados Unidos no final de setembro de 2024. Ele foi o furacão mais forte já registrado a atingir a região de Big Bend, na Flórida, o furacão mais mortal do Atlântico desde Maria em 2017, e o mais mortal a atingir o continente americano desde Katrina em 2005.
A oitava tempestade nomeada, o quinto furacão e o segundo grande furacão da temporada de furacões do Atlântico de 2024, o Helene se desenvolveu em 22 de setembro a partir de uma ampla área de baixa pressão no Mar do Caribe Ocidental. Em 24 de setembro, o fenômeno se consolidou o suficiente para se tornar uma tempestade tropical ao se aproximar da Península de Iucatã, recebendo o nome de Helene, do Centro Nacional de Furacões.
As condições do tempo levaram à intensificação, que se tornou um furacão no início de 25 de setembro. Uma intensificação mais pronunciada e rápida ocorreu quando Helene atravessou o Golfo do México no dia seguinte, atingindo a intensidade de categoria 4 na tarde de 26 de setembro. No final de 26 de setembro, Helene atingiu a costa com intensidade máxima na região de Big Bend, na Flórida, perto da cidade de Perry, com ventos máximos sustentados de 220 quilômetros por hora. Helene enfraqueceu à medida que se movia rapidamente para o interior antes de degenerar para um ciclone pós-tropical sobre o Tennessee em 27 de setembro. A tempestade então parou sobre o estado antes de se dissipar em 29 de setembro.
Antes da chegada esperada de Helene, o estado de emergência foi declarado na Flórida e Geórgia devido aos impactos significativos esperados, incluindo marés de tempestade muito altas ao longo da costa e rajadas com força de furacão bem no interior como Atlanta. Os avisos de furacão foram estendidos mais para o interior devido à progressão rápida de Helene. A tempestade causou inundações catastróficas provocadas por chuvas, principalmente no oeste da Carolina do Norte e no leste do Tennessee, e sul da Virgínia Ocidental, e gerou bastantes tornados. Desde 30 de outubro, pelo menos 231 mortes e cerca de $89 bilhões foram atribuídas à tempestade.

## História meteorológica
Em 17 de setembro, o Centro Nacional de Furacões (NHC, sigla em inglês) destacou o potencial de ciclogênese tropical no Mar do Caribe ocidental.  Condições favoráveis para desenvolvimento de um ciclone tropical resultaram na interação do Giro da América Central - um sistema largo de baixa pressão de monção — e a interação da oscilação de Madden–Julian, que reforçou um fluxo ciclônico de larga escala que se estendia desde o Oceano Pacífico Leste até ao Mar do Caribe Ocidental. Vários dias depois, em 22 de setembro, uma ampla área de baixa pressão desenvolveu-se no oeste do Caribe. À medida que o sistema atravessava um ambiente propício ao desenvolvimento de ciclones tropicais, as chuvas e tempestades associadas à perturbação consolidaram-se gradualmente. Devido à ameaça iminente do sistema à terra, ele foi designado como ciclone tropical potencial Nove em 23 de setembro. No dia seguinte, aeronaves caçadoras de furacões da Reserva da Força Aérea descobriram que o sistema estava produzindo ventos de nível de voo de 84 quilômetros por hora e desenvolveu um centro mais definido; de acordo com os dados o NHC atualizou o sistema para a tempestade tropical Helene às 15h00 UTC. O sistema continuou a fortalecer-se, com a Administração Oceânica e Atmosférica Nacional dos Estados Unidos (NOAA, sigla em inglês) e os caçadores de furacões da Reserva da Força Aérea a descobrirem que os ventos máximos de Helene tinham aumentado para 130 quilômetros por hora. Como resultado, o NHC atualizou o sistema para a categoria de furacão às 15h00 UTC de 25 de setembro, quando começou a entrar no Golfo do México enquanto virava para o norte. Uma depressão de nível superior a oeste e uma crista de alta pressão localizada no sudeste dos Estados Unidos serviram ambos para direcionar o ciclone em direção à Costa do Golfo dos EUA. Helene era um sistema muito grande, com o NHC observando em várias discussões de previsão que os raios de tempestade previstos estavam "no 90º percentil do tamanho do furacão em latitudes semelhantes".
Após permanecer estável por um tempo devido ao seu amplo tamanho e alguma entrada de ar mais seco a oeste, o Helene recuperou de forma rápida e começou sua rápida intensificação na manhã de 26 de setembro — auxiliado por baixo cisalhamento do vento de nível médio, altos valores de humidade relativa e temperaturas da superfície do mar (TSM) superiores a 30 °C perto da corrente de Loop — à medida que um olho se desenvolvia cada vez com melhor definição, atingindo a intensidade de categoria 2 às 12h00 UTC. Fortalecendo rapidamente, às 18h25 UTC o Helene foi considerado um furacão maior pelos caçadores de furacões, e quatro horas depois, um furacão de categoria 4. O furacão atingiu seu pico de intensidade depois naquela noite com ventos máximos sustentados de 220 quilômetros por hora e uma pressão barométrica mínima de 938 mb às 3h10 UTC em 27 de setembro, quando atingiu a costa a leste do centro do rio Aucilla, cerca de 16 quilômetros a oeste-sudoeste de Perry, Flórida, tornando-se o furacão mais forte a atingir o Big Bend da Flórida. Um enfraquecimento rápido ocorreu à medida que a tempestade seguia para o interior e, quando chegou à Geórgia às 05h00 UTC do dia seguinte, havia enfraquecido para um furacão de categoria 2. Enfraquecendo mais, algumas horas depois, tornou-se uma tempestade tropical no centro-leste da Geórgia. Depois de algumas horas, enfraqueceu mais para uma depressão tropical perto da fronteira do Kentucky-Tennessee border, nordeste de Cookvillle. Ele rapidamente tornou-se um ciclone pós-tropical e eventualmente dissipou-se em 29 de setembro.
Em 9 de outubro, pesquisadores da World Weather Attribution concluíram com "alta confiança" que Helene foi agravada pelas mudanças climáticas. Em uma avaliação científica, os pesquisadores descobriram que Helene tinha 10% mais chuva, ventos que eram 21 km/h mais intensos e extraíam energia da água que era 1,3 Cº mais quente devido às mudanças climáticas. Estes "21 km/h" significam que a velocidade do vento aumentou 11% e como a destruição causada pelos furacões cresceu 50% quando a velocidade do vento aumentou 5%, as alterações climáticas aumentaram a destruição causada pelo furacão em mais de duas vezes. Pesquisadores do Laboratório Nacional Lawrence Berkeley descobriram que, em algumas partes da Geórgia e da Carolina do Norte, as mudanças climáticas aumentaram as chuvas da tempestade em mais de 50%.

## Preparações

### México
Avisos de tempestade tropical foram emitidos em 24 de setembro para o leste da Península de Iucatã. Partes de Quintana Roo e de Iucatã foram colocadas sob um alerta azul, indicando impactos indiretos. Foi posteriormente elevado a alerta vermelho, perigo máximo. As chegadas de navios de cruzeiro nos portos do antigo estado foram canceladas para os dias 24 e 25 de setembro. Tren Maya também foi encerrado. Em Isla Mujeres, foram abertos dois abrigos. Foram efetuadas evacuações em zonas vulneráveis. Aos visitantes da Ilha Holbox foi oferecido um passeio de ferry para fora da ilha sem qualquer custo. As aulas foram suspensas em Quintana Roo.

### Caribe

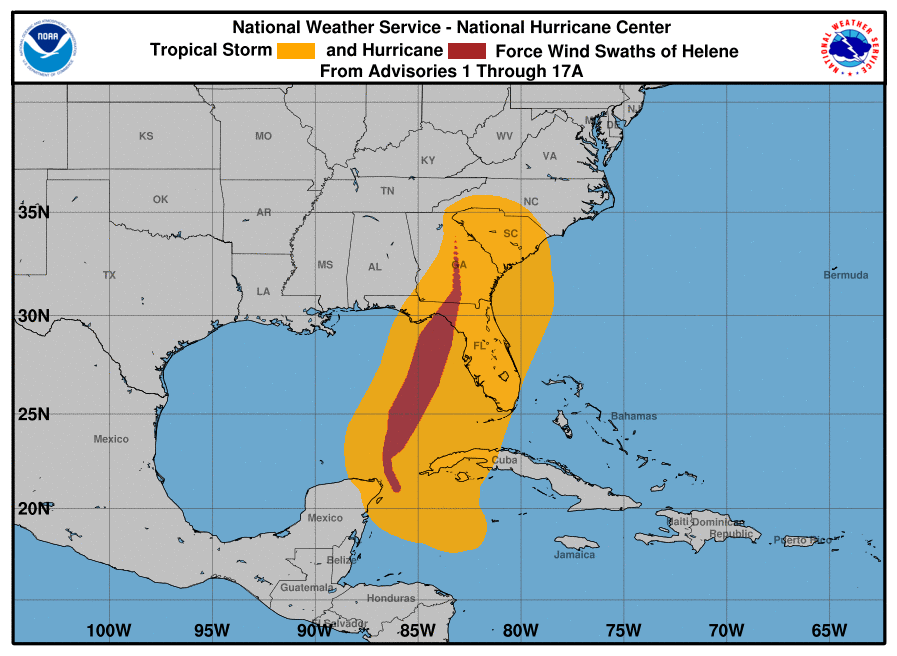
Um mapa destacando as áreas afetadas pelos campos de ventos com força de furacão e tempestade tropical do furacão Helene

#### Ilhas Cayman
As Ilhas Cayman estavam sob um aviso de tempestade tropical em 24 de setembro. O abrigo da Cruz Vermelha das Ilhas Cayman foi aberto em preparação para a tempestade; Ninguém o utilizou. Foram abertos locais de sacos de areia em Grande Cayman e Cayman Brac. Devido à ameaça de fortes chuvas, as escolas das Ilhas Cayman foram encerradas em 23 de setembro. O Aeroporto Internacional Charles Kirkconnell e o Aeroporto Internacional Owen Roberts foram encerrados antes da chegada de Helene. O Regimento das Ilhas Cayman foi implantado antes do sistema para ajudar na preparação e distribuição de sacos de areia. Além disso, um aviso de pequenas embarcações foi emitido para as ilhas em 23 de setembro, com um aviso marítimo emitido no dia seguinte. O aviso de tempestade tropical foi cancelado no dia seguinte.

#### Cuba
Alertas de tempestade tropical e de furacão foram emitidos para o oeste de Cuba. As brigadas médicas estavam preparadas para as áreas sujeitas a cheias; enquanto a chuva forte começou a cair, escolas e portos foram encerrados, e barcos de pesca foram chamados para terra. Devido ao tempo adverso causado por Helene, a empresa Provincial Transport Company de Havana suspendeu o serviço de ferry em Regla. A Administração Marítima de Cuba suspendeu a navegação no Golfo de Batabanó.

### Estados Unidos
A Amtrak modificou ou cancelou vários comboios nas suas rotas do Sudoeste dos Estados Unidos entre 27 de setembro e 1 de outubro devido à tempestade.

#### Flórida

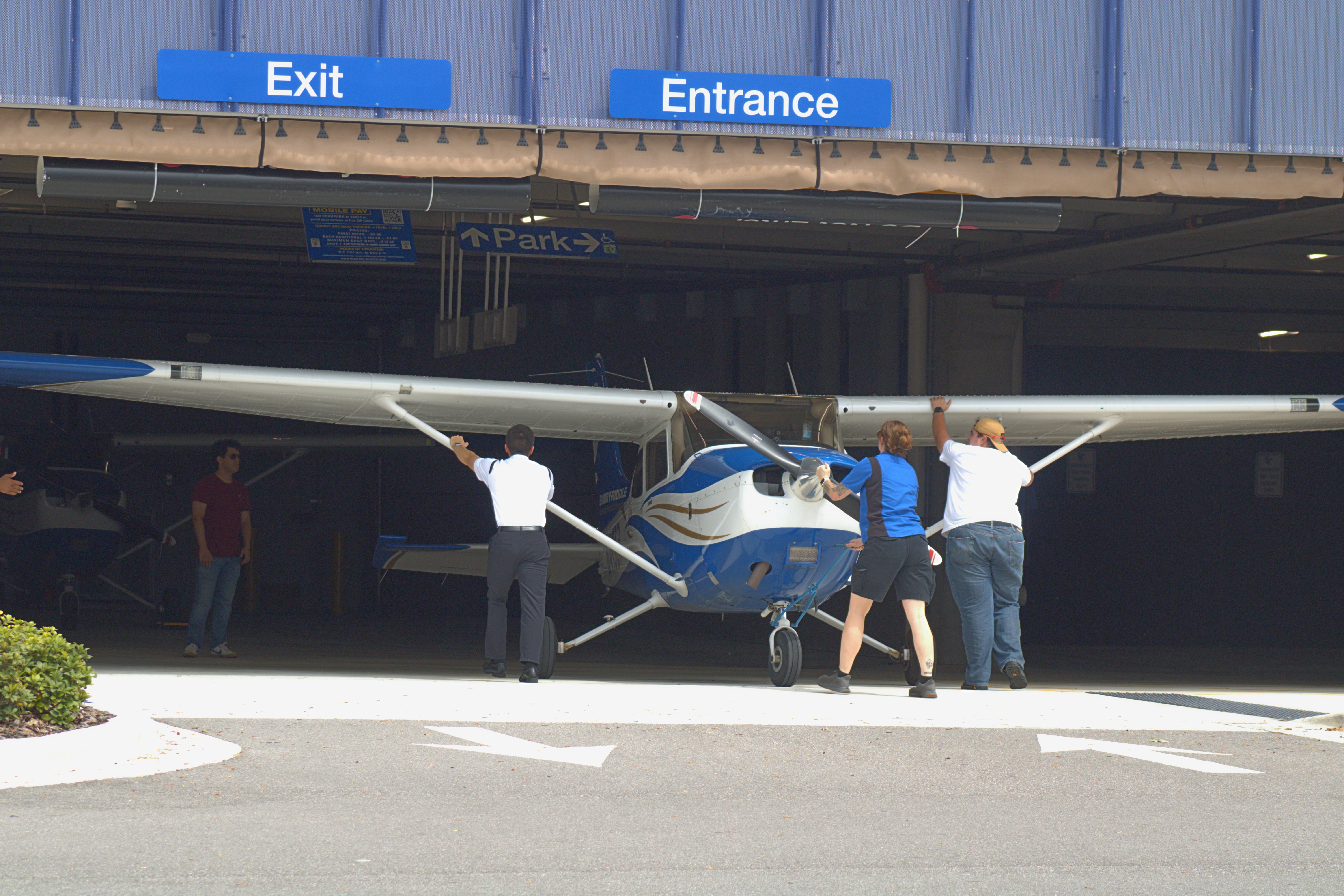
A Universidade de Embry–Riddle Aeronautical em Daytona Beach, Flórida, abrigando parte da sua frota de Cessna 172 em garagens de estacionamento construídas de propósito em preparação para o furacão Helene

Avisos de furacão foram emitidos para a área de Big Bend da Flórida, com quase toda a Flórida, exceto a parte mais a oeste do Panhandle da Flórida, foi posto com aviso de tempestade tropical. Em soma, na tarde de 26 de setembro, um aviso de ventos fortes foi emitido para a parte leste da Panhandle da Flórida, o primeiro desde Furacão Idalia. Em 23 de setembro o Governador Ron DeSantis emitiu uma emergência estadual para 41 condados da Flórida. No dia seguinte, isso foi expandido para 61 condados. O Presidente do E.U.A. Joe Biden autorizou uma declaração de desastre para 61 condados na Flórida. Localmente, o Condado de Volusia emitiu um estado de emergência. Vários locais de sacos de areia abriram no estado. Em 24 de setembro, vários parques estaduais foram encerrados: quatro deles no condado de Franklin, dois no condado de Gulf, e um no condado de Gadsden.
Na área de Tampa Bay, as autoridades anunciaram que as escolas fechariam em antecipação da tempestade. Um jogo de futebol americano universitário entre a Universidade Flórida A&M e Alabama A&M, que estava previsto para o fim de semana de 28–29 de setembro, foi adiado para 29 de novembro devido à tempestade. No campus de Jacksonville de Flórida State College, as aulas e atividades no campus foram canceladas por dois dias. A missão SpaceX Crew-9, que devia ser lançada da estação espacial de Cape Canaveral em 26 de setembro, foi adiada para 28 de setembro. Os jardins Central Florida Zoo and Botanical Gardens planeou fechar em 26 de setembro e cancelou os eventos desse dia.
A festa Mickey's Not-So-Scary Halloween Party foi cancelada devido a Helene, com o SeaWorld Orlando e vários outros parques no Walt Disney World e Universal Orlando também encerrados e com alterações de horário. O evento da Universal Halloween Horror Nights também foi cancelado. As universidades da Flórida Central, Embry–Riddle Aeronautical, Flórida, Flórida A&M, Flórida Atlantic, Florida Gulf Coast, Florida State, Keiser, Lynn, North Florida, South Florida, e Stetson anunciaram encerramentos nos seus campus e suspenderam operações. O condado de Leon abriu as escolas para servirem como abrigos.
Em 24 de setembro, o condado de Citrus emitiu evacuações obrigatórias para a zona a, que inclui áreas costeiras nas comunidades de Crystal River e Homosassa. No condado de Wakulla, uma evacuação obrigatória foi ordenada para todos os residentes e visitantes, enquanto no condado de Hernando, evacuações obrigatórias foram ordenadas para qualquer pessoa a oeste da US 19 e todos os residentes em áreas costeiras ou baixas e aqueles que vivem em casas pré-fabricadas. Duas prisões no condado de Wakulla com um total de 2.500 presos não foram evacuadas, apesar da ordem de evacuação emitida aos residentes. O condado do Golfo emitiu evacuações obrigatórias para todos os visitantes. No condado de Charlotte e no condado de Franklin, foram emitidas evacuações obrigatórias para ilhas-barreira, áreas baixas e propensas a inundações, casas pré-fabricadas e casas que não cumpriam os códigos de construção. No condado de Sarasota, os funcionários emitiram uma ordem de evacuação para as comunidades de origem de Nível A e fabricadas em 25 de setembro.
O Busch Gardens Tampa Bay, o Aeroporto Internacional St. Pete-Clearwater e o Aeroporto Internacional de Tampa foram fechados em 26 de setembro. Mais a norte, o Aeroporto Internacional de Tallahassee foi encerrado no mesmo dia.

#### Geórgia

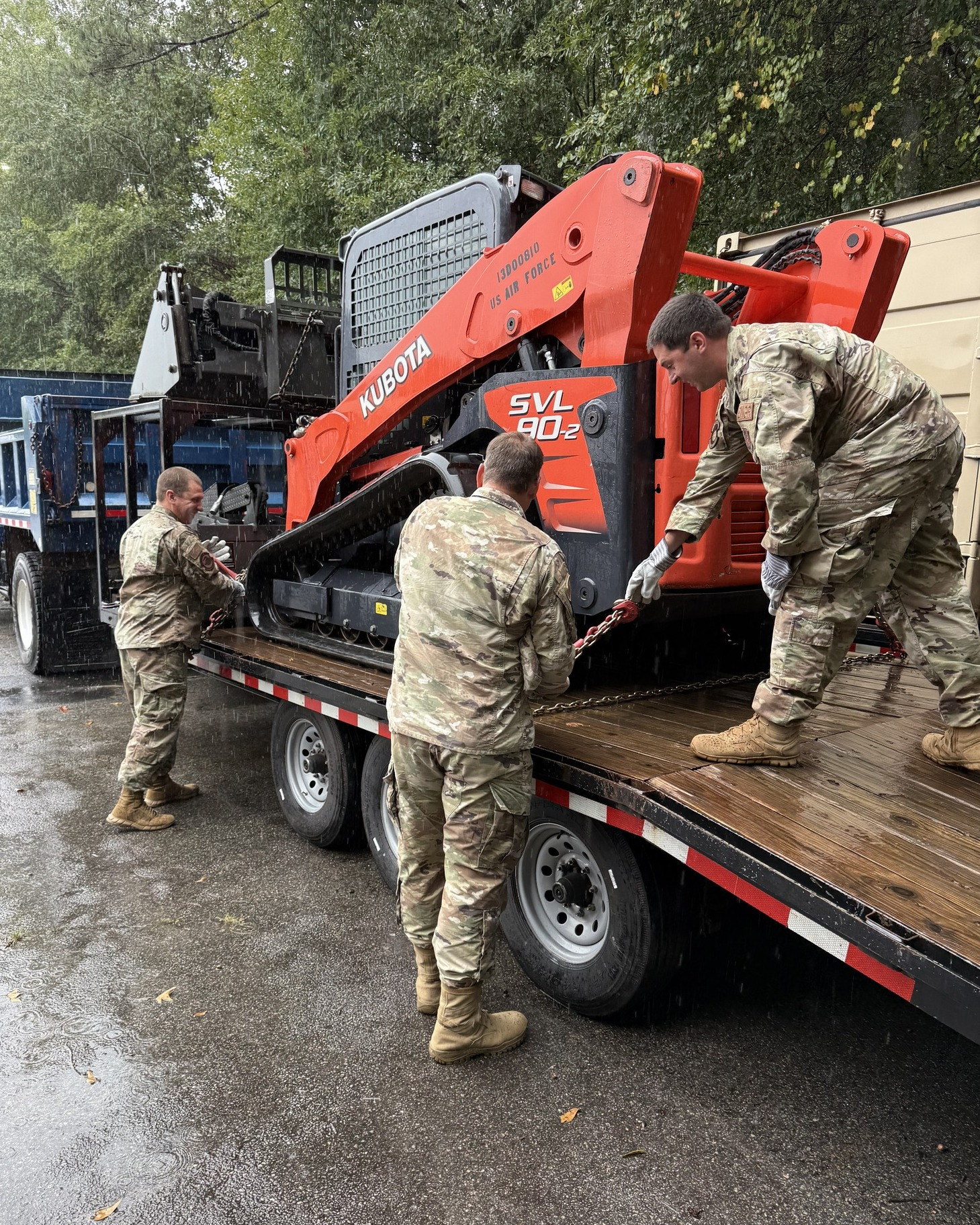
A Guarda Nacional da Geórgia em preparação para o furacão

A costa da Geórgia foi submetida a alertas de tempestades tropicais. Em contraste, o sudoeste da Geórgia foi colocado sob um aviso de furacão que se estendia até o norte do estado como no condado de Spalding, e todos os alertas de tempestades tropicais na Geórgia foram substituídos por avisos de tempestades tropicais até ao norte e até a fronteira do Estado do Tennessee e da Geórgia. O Serviço Nacional de Meteorologia em Peachtree City emitiu acidentalmente um aviso de furacão para o condado de Jackson quando deveria ser um aviso de tempestade tropical.
Além disso, na noite de 26 de setembro, foi emitido um aviso de vento extremo para partes do Sul da Geórgia, incluindo Valdosta. Em 24 de setembro, em preparação para Helene, funcionários dos condados de Bryan, Candler e Chatham começaram a mobilizar centros de resposta a emergências. Os condados de Colquitt, Thomas e Decatur abriram abrigos. Nesse mesmo dia, o governador Brian Kemp emitiu um estado de emergência para a Geórgia, uma vez que se esperava que Helene chegasse ao estado. No Condado de Thomas, o Departamento de Obras Públicas começou a fornecer sacos de areia devido à tempestade.
Em 25 de setembro, escolas foram encerradas nos condados de Bibb e Twiggs. Muitas escolas na área metropolitana de Atlanta cancelaram em 26 e 27 de setembro, como as Escolas Públicas de Atlanta, com alguns condados a mover os estudantes e funcionários não essenciais online. Algumas escolas também fizeram um dia de ensinamento digital, por exemplo as escolas públicas do condado de Gwinnett tiveram um dia de ensinamento digital no dia 26 e cancelaram em 27. Em outro lugar, no condado de Clayton, as escolas e eventos desportivos exteriores foram cancelados. O Cumberland Island National Seashore e o Monumento Nacional Fort Pulaski fecharam em 25 de setembro em preparação para o furacão. Os Atlanta Braves adiaram os restantes dois jogos na séries contra o New York Mets para 30 de setembro em dois jogos em um dia. Toques de recolher foram implementados por várias localidades em 26 de setembro. A Universidade de Emory moveu as aulas online em 26 e 27 de setembro, e a Universidade da Geórgia cancelou todas as aulas. Antes da tempestade, o candidato a vice-presidencial JD Vance cancelou dois eventos em 26 de setembro para a campanha Trump–Vance de 2024 agendada em Macon e Flowery Branch.

#### Carolina do Sul
Toda a Carolina do Sul foi posta sobre um aviso de tempestade tropical, e o Governador Henry McMaster emitiu uma declaração de emergência para todo o estado. o Parque Nacional Congaree foi fechado em 26 de setembro até 27 de setembro devido ao furacão. Além disso o Parque Nacional Histórico de Fort Sumter e Fort Moultrie e o Sítio Nacional Histórico de Charles Pinckney fecharam devido à aproximação da tempestade.

#### Carolina do Norte
O Oeste da Carolina do Norte foi colocado com um aviso de tempestade tropical. O Governador Roy Cooper declarou o estado de emergência para a Carolina do Norte. Ambos os Parques Estaduais Gorges e Mount Mitchell foram encerrados devido à tempestade, com o encerramento também ocorrendo no Blue Ridge Parkway.

## Impacto

### Estados Unidos
| Estado            | Mortes    | Danos (US$)   | Ref                           |
| ----------------- | --------- | ------------- | ----------------------------- |
| Flórida           | 25        | $20,1 bilhão  | [ 1 ] [ 92 ]                  |
| Geórgia           | 33        | >$6,88 bilhão | [ 93 ] [ 94 ] [ 95 ]          |
| Carolina do Sul   | 51        | Desconhecido  | [ 96 ]                        |
| Carolina do Norte | 101 (26)  | $53,6 bilhão  | [ 97 ] [ 98 ] [ 99 ]          |
| Tennessee         | 17 (1)    | Desconhecido  | [ 1 ] [ 100 ] [ 101 ] [ 102 ] |
| Virgínia          | 2         | Desconhecido  | [ 1 ]                         |
| Indiana           | 1         | Desconhecido  | [ 103 ]                       |
| Total             | ≥231 (27) | >$81,6 bilhão | [ 104 ]                       |

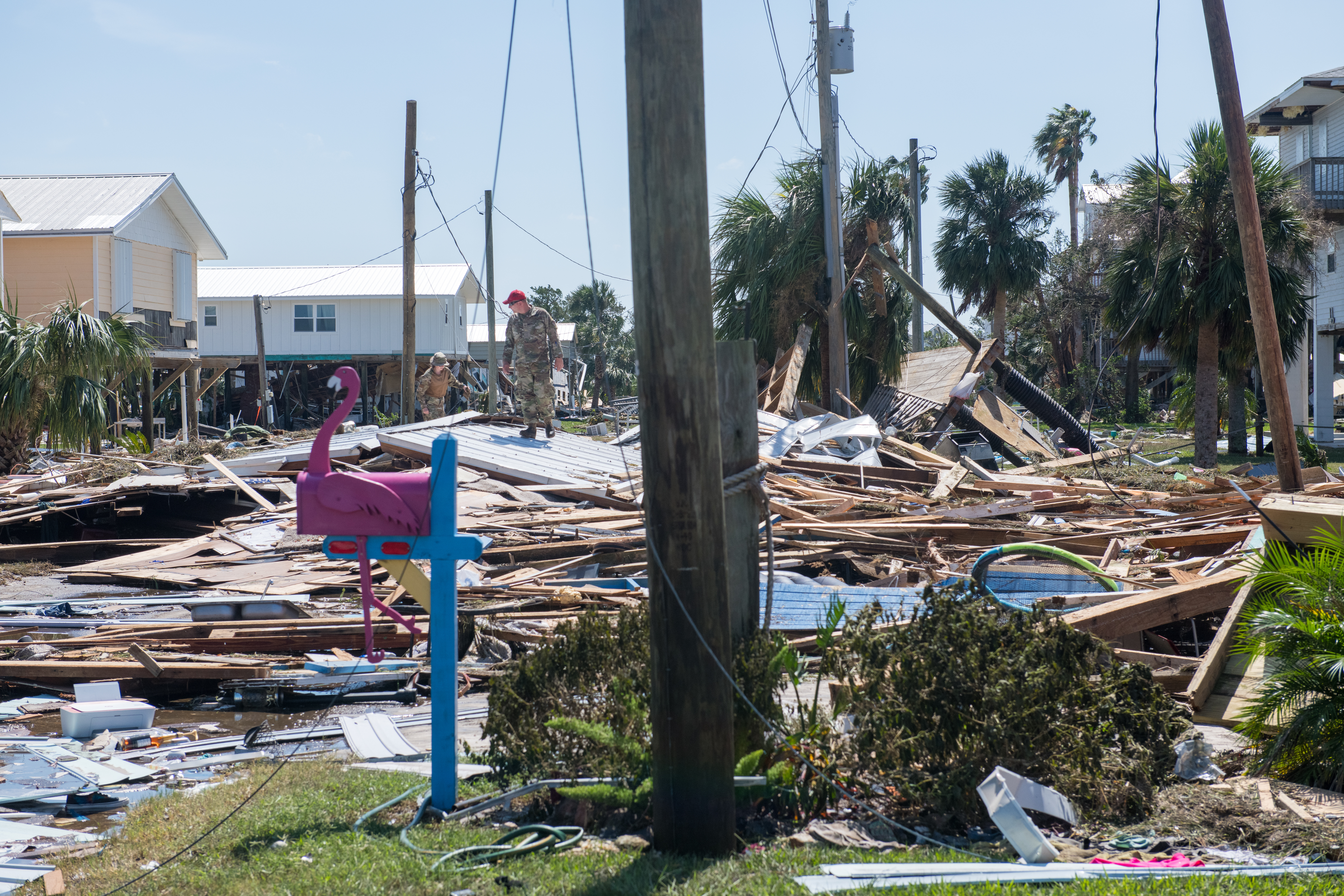
A Guarda Nacional da Flórida a limpar danos em Keaton Beach, Flórida, depois de Helene

Nos Estados Unidos, as estimativas iniciais estimam que as perdas seguradas podem atingir 3 a 6 bilhões de dólares, de acordo com a corretora de resseguros Gallagher Re. com a AM Best estimando mais de 5 bilhões de dólares em prejuízos. Os estados mais atingidos foram a Flórida, a Geórgia, a Carolina do Norte e a Carolina do Sul. No entanto, estimativas mais recentes da Moody's Analytics estimaram que os danos poderiam atingir os 20–34 bilhões de dólares. A AccuWeather estimou que os danos totais e as perdas económicas poderiam custar entre 95 e 110 bilhões de dólares.

### Honduras
Honduras sofreu fortes chuvas como resultado do giro centro-americano que precedeu Helene. Como resultado, o rio Goascorán provocou inundações em comunidades próximas localizadas em áreas baixas nos departamentos de Valle e Choluteca, atingindo um nível de mais de 1,30 metro. Foi decretado estado de emergência em San Marcos de Colón, Choluteca, devido aos danos gerais causados pela tempestade. Estima-se que cerca de 30 casas foram afetadas em El Cubulero, Alianza e Valle. Cerca de 120 famílias foram afetadas na cidade costeira de Marcovia, Choluteca, devido às fortes ondas na costa; pelo menos uma casa foi destruída. As fortes chuvas deixaram comunidades isoladas e 50 pessoas foram abrigadas em El Paraiso devido às graves inundações.

### México

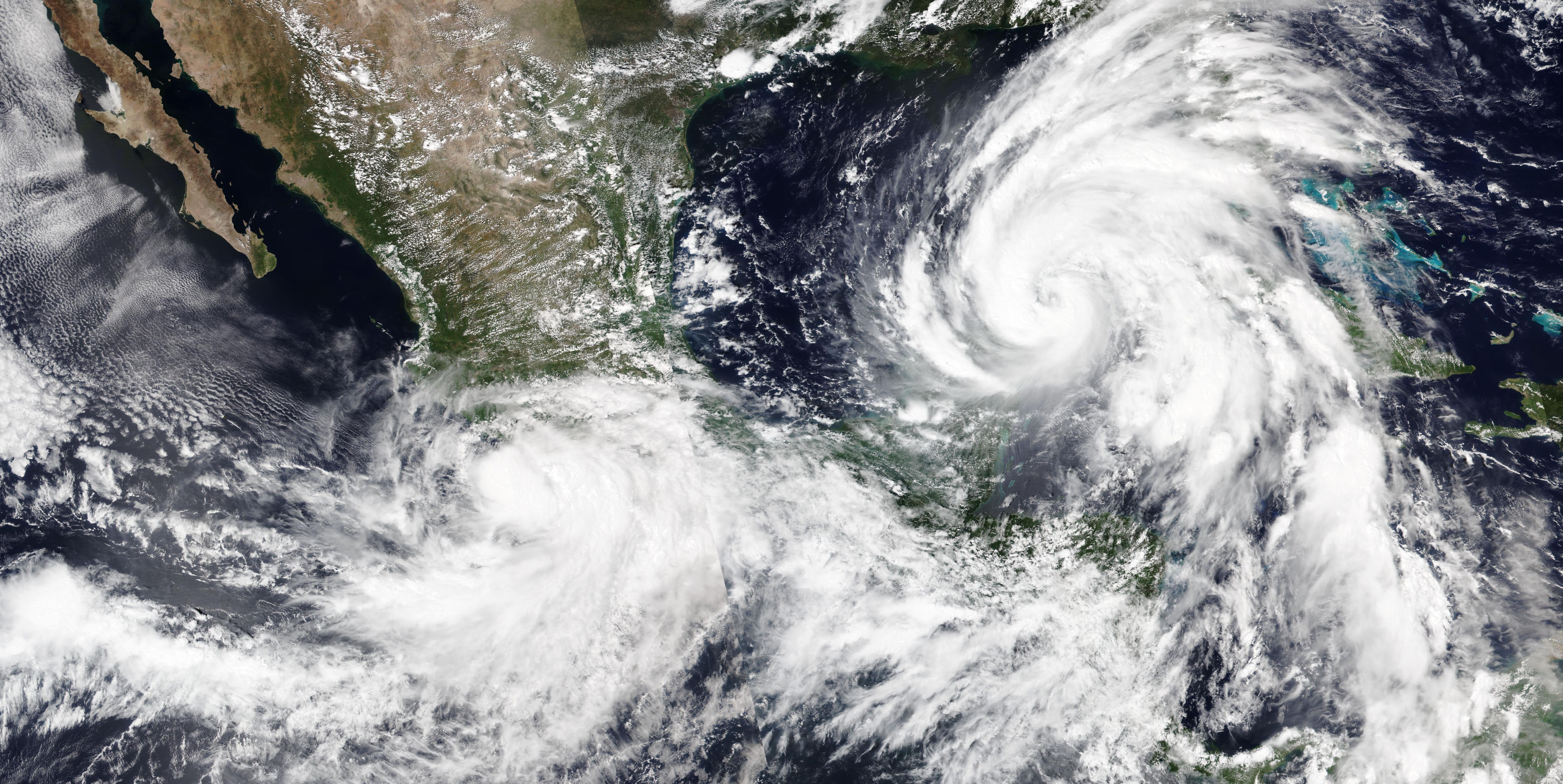
Os impactos do furacão Helene e da tempestade tropical John no México em 25 de setembro

A região em torno de Cancún recebeu 240 milímetros de chuva. Mais de 120 mil clientes, 14% de todos os clientes da Comissão Federal de Eletricidade do México, ficaram sem fornecimento de energia elétrica em Quintana Roo. Ocorreram inundações extremas que cobriram grande parte da Isla Mujeres. A ilha também sofreu rajadas de vento de até 110 quilômetros por hora. Cancún e Cozumel tiveram ondas muito fortes, quebrando o paredão marítimo em Cozumel e aumentando a erosão da praia em Cancún. Os voos no Aeroporto Internacional de Cozumel foram atrasados, enquanto o Aeroporto Internacional de Cancún registou quase 100 cancelamentos ou atrasos. Apenas pequenos atrasos ocorreram no Aeroporto de Mérida. As empresas mais afetadas pelo Helene foram a VivaAerobus, a Volaris e a Aeroméxico. Árvores caíram e telhados foram danificados em toda a Península de Yucatán.
Uma explosão de gás ocorreu em Cancún durante Helene, mas nenhuma morte foi relatada no México.

### Caribe

#### Ilhas Cayman
Mais de 250 milímetros de chuva caíram nas Ilhas Cayman. Chuvas fortes e grandes ondas começaram a afetar as Ilhas Cayman em 24 de setembro. As estradas em George Town ficaram inundadas quando as chuvas produzidas pela tempestade causaram 14 cortes de energia, afetando 118 clientes na Grand Cayman. O governo começou a planejar a compra de terras para ajudar na gestão das águas pluviais. Após a passagem do Helene, a Grand Cayman foi impactada por ondas de 1,5-2,1 metros em 26 de setembro.

#### Cuba
Em Cuba, ocorreram fortes chuvas, com picos de acumulação de 218,4 milímetros registrado em Presa Herradura e 186,8 milímetros em Palácios. Em outros lugares, Punta del Este e Isla de la Juventud receberam 101 milímetros, Paso Real de San Diego recebeu 78 milímetros, Pinar del Río recebeu 72 milímetros e Isabel Rubio recebeu 70 milímetros. Na província de Pinar del Río, 17 dos 24 reservatórios da província transbordaram. Noutro local, em El Palenque, o acesso rodoviário foi cortado devido às inundações causadas pelo Helene. Os ventos causaram uma falha nas linhas de energia que alimentam o transmissor Guanito, fazendo com que a maior parte do território, especialmente San Juan e Martínez, Guane, Mântua e Minas de Matahambre, sofressem com apagões. Ventos fortes foram registrados nas províncias de Isla de la Juventud e Pinar del Río. No total, cerca de 70 mil clientes sofreram cortes de energia elétrica em Pinar del Rio, com outros 160 mil moradores afetados em Artemisa.
Em Havana, uma pessoa ficou ferida após o desabamento de um edifício desabitado devido às fortes chuvas e ocorreram dois deslizamentos de terra. As chuvas intensas fizeram com que o rio Cuyaguateje subisse rapidamente, causando inundações em partes de Pinar del Río em 26 de setembro. As inundações também ocorreram na província de Mayabeque, principalmente nos municípios de Batabanó, Melena del Sur e San Nicolás de Bari.